# Leucothyreus yuma
Leucothyreus yuma är en skalbaggsart som beskrevs av Ohaus 1931. Leucothyreus yuma ingår i släktet Leucothyreus och familjen Rutelidae. Inga underarter finns listade i Catalogue of Life.